# Groisy

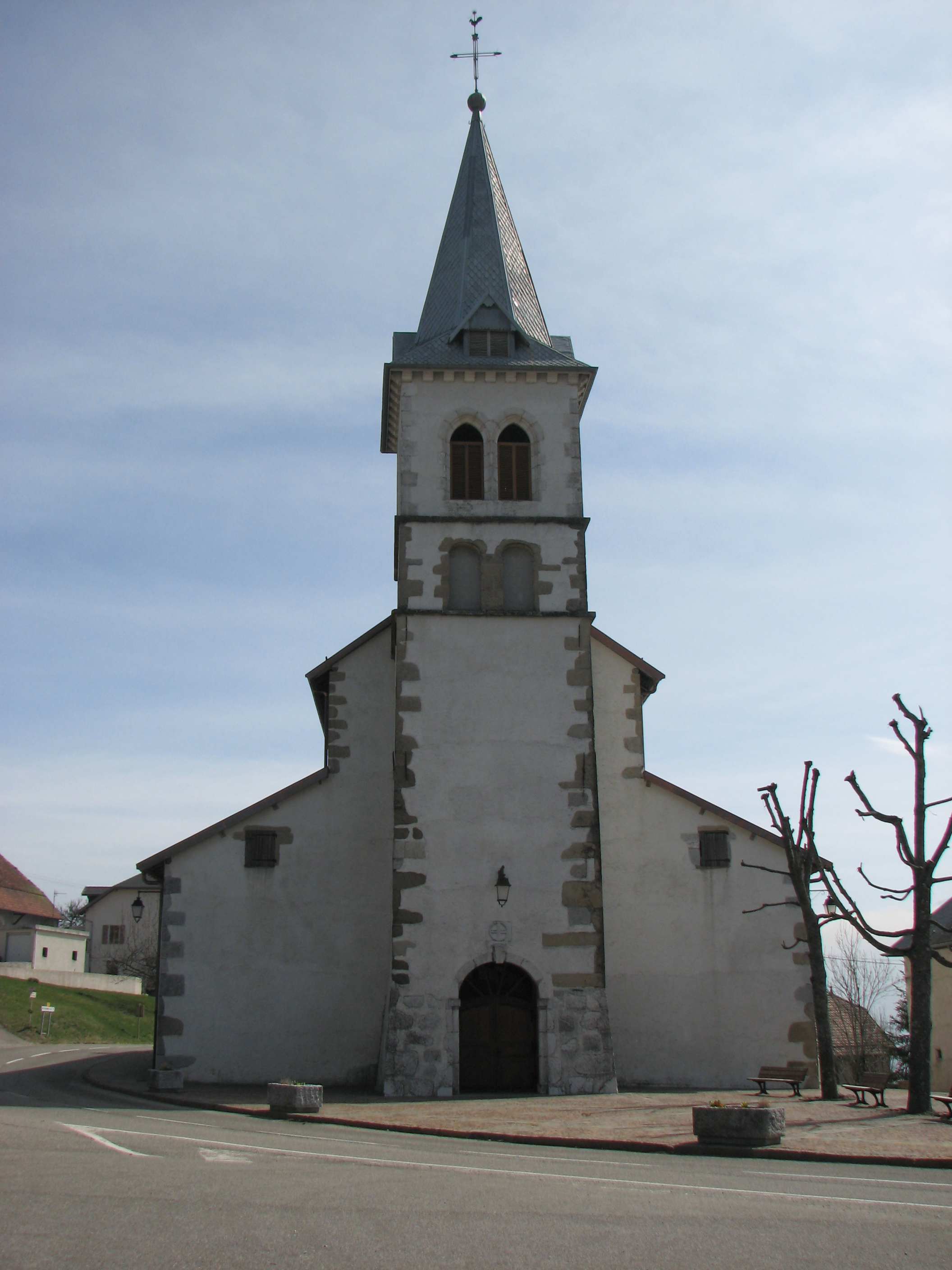
Kościół z 1923 roku (2009)

Groisy – miejscowość i gmina we Francji, w regionie Owernia-Rodan-Alpy, w departamencie Górna Sabaudia.
Według danych na rok 1990 gminę zamieszkiwało 2190 osób, a gęstość zaludnienia wynosiła 102 osoby/km² (wśród 2880 gmin regionu Rodan-Alpy Groisy plasuje się na 399. miejscu pod względem liczby ludności, natomiast pod względem powierzchni na miejscu 442.).

## Demografia

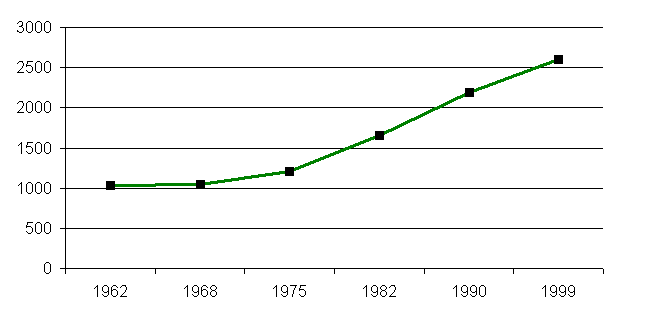
Demografia Groisy (1962-1999)